# Марино (Сергиево-Посадский район)
Марино — деревня в Сергиево-Посадском районе Московской области России, входит в состав сельского поселения Березняковское.

## Население
| 1859 | 1886 | 1895 | 1905 | 1926 | 2002 | 2006 | 2010 |
| ---- | ---- | ---- | ---- | ---- | ---- | ---- | ---- |
| 72   | ↘69  | ↗85  | ↘82  | ↗109 | ↘13  | ↘10  | ↗15  |

## География
Деревня Марино расположена на севере Московской области, в юго-восточной части Сергиево-Посадского района, у границы с Александровским районом Владимирской области, примерно в 64 км к северо-востоку от Московской кольцевой автодороги и 17 км к востоку от станции Сергиев Посад Ярославского направления Московской железной дороги, по правому берегу реки Молокчи бассейна Клязьмы.
В 2,5 км юго-западнее деревни проходит Московское большое кольцо А108, в 9 км к северо-западу — Ярославское шоссе М8, в 13,5 км к северу — автодорога Р75 Александров — Владимир. Ближайшие сельские населённые пункты — деревни Малинники и Слотино.

## История
В «Списке населённых мест» 1862 года — казённая деревня 1-го стана Александровского уезда Владимирской губернии на Троицком торговом тракте из города Алексадрова в Сергиевский посад Московской губернии, в 22 верстах от уездного города и становой квартиры, при реке Молокче, с 12 дворами и 72 жителями (32 мужчины, 40 женщин).
По данным на 1895 год — деревня Ботовской волости Александровского уезда с 85 жителями (39 мужчин, 46 женщин). Основными промыслами населения являлись хлебопашество, выработка бумажных тканей и размотка шёлка, 5 человек уезжали в качестве фабричных рабочих на отхожий промысел в Москву.
По материалам Всесоюзной переписи населения 1926 года — деревня Малинниковского сельсовета Шараповской волости Сергиевского уезда Московской губернии в 19,2 км от местного шоссе и 20,3 км от станции Сергиево Северной железной дороги; проживало 109 человек (50 мужчин, 59 женщин), насчитывалось 17 крестьянских хозяйств.
С 1929 года — населённый пункт Московской области в составе:
- Малинниковского сельсовета Сергиевского района (1929—1930)[13],
- Малинниковского сельсовета Загорского района (1930—1954)[14],
- Березняковского сельсовета Загорского района (1954—1963, 1965—1991)[14][15][16],
- Березняковского сельсовета Мытищинского укрупнённого сельского района (1963—1965)[15],
- Березняковского сельсовета Сергиево-Посадского района (1991—1994)[16],
- Березняковского сельского округа Сергиево-Посадского района (1994—2006)[17],
- сельского поселения Березняковское Сергиево-Посадского района (2006 — н. в.)[18][19].